# Periscyphops ogonensis
Periscyphops ogonensis är en kräftdjursart som beskrevs av Franco Ferrara och Helmut Schmalfuss 1985. Periscyphops ogonensis ingår i släktet Periscyphops och familjen Eubelidae. Inga underarter finns listade i Catalogue of Life.